# Langues tasmaniennes
Les langues tasmaniennes ou le tasmanien (en langue locale : palawa[réf. nécessaire]) sont les langues autochtones de l’île de Tasmanie, utilisées par aborigènes de Tasmanie. Ces langues furent parlées pour la dernière fois en tant que langues de communication quotidienne durant les années 1830, jusqu'à ce que Fanny Cochrane Smith, dernière personne à parler le tasmanien, ne décède en 1905. 
Trois douzaines de listes de mots attestant des langues tasmaniennes ont été conservées, les plus fournies étant celles de Joseph Milligan et de George Augustus Robinson.  
En 1992, un programme a été lancé afin de reconstruire une semble tasmanienne véhiculaire, le palawa kani, dans le cadre d'un programme de récupération linguistique financé par le Commonwealth et à l'échelle nationale.